# Copa Daniel Willington
La Copa Daniel Willington fue una competición de fútbol no oficial creada, organizada y disputada entre el Club Atlético Talleres y el Club Atlético Vélez Sarsfield en homenaje al jugador figura de ambas instituciones (Daniel Alberto "El loco" Willington).
Se disputó el 10 de agosto de 2011 a las 21:00 horas a un solo encuentro, resultando vencedor el Club Atlético Vélez Sarsfield liderado por, en ese entonces Director Técnico del equipo, Ricardo Gareca.

## Ficha del partido
| 1          | POR        | Michael Etulain   |     |
| 4          | DEF        | Nicolás Romat     |     |
| 2          | DEF        | Luciano Precone   |     |
| 6          | DEF        | Federico Pomba    | 69' |
| 3          | DEF        | Guillermo Cosaro  |     |
| 15         | MED        | Emiliano Pérez    | 74' |
| 5          | MED        | Diego Erroz       |     |
| 14         | MED        | Neri Leyes        |     |
| 11         | MED        | Lucas Farías      |     |
| 9          | DEL        | Claudio Riaño     |     |
| 10         | DEL        | Sebastián Sáez    |     |
| Entrenador | Entrenador | José María Bianco |     |

| 25         | POR        | Germán Montoya    |     |
| 4          | DEF        | Gastón Díaz       |     |
| 2          | DEF        | Fernando Tobio    |     |
| 19         | DEF        | Fernando Ortiz    | 68' |
| 3          | DEF        | Emiliano Papa     | 64' |
| 8          | MED        | Augusto Fernández | 73' |
| 14         | MED        | Héctor Canteros   | 59' |
| 11         | MED        | Ariel Cabral      |     |
| 24         | MED        | Iván Bella        |     |
| 23         | DEL        | Santiago Silva    | 58' |
| 20         | DEL        | Guillermo Franco  | 76' |
| Entrenador | Entrenador | Ricardo Gareca    |     |

|    | DEF | Nicolás Trulls | 73' |
| 17 | MED | Favio Álvarez  | 74' |

| 9  | DEL | Jonathan Ramírez | 58' |
| 18 | MED | Francisco Cerro  | 59' |
| 15 | DEF | Mariano Bittolo  | 64' |
| 13 | DEF | Juan Sills       | 68' |
|    | DEL | Jorge Correa     | 73' |
| 22 | MED | Leandro Desábato | 89' |

| 44' (pen.) | Sebastián Sáez | 1-2 |
| 90'        | Sebastián Sáez | 2-3 |

| Anotado | 13' | Iván Bella       | 0-1 |
| Anotado | 23' | Héctor Canteros  | 0-2 |
| Anotado | 61' | Guillermo Franco | 1-3 |

|  | -'  | Fernando Tobio |
|  | 43' | Fernando Ortiz |

| Árbitro: | Javier Collado |

| 1          | POR        | Michael Etulain   |     |
| 4          | DEF        | Nicolás Romat     |     |
| 2          | DEF        | Luciano Precone   |     |
| 6          | DEF        | Federico Pomba    | 69' |
| 3          | DEF        | Guillermo Cosaro  |     |
| 15         | MED        | Emiliano Pérez    | 74' |
| 5          | MED        | Diego Erroz       |     |
| 14         | MED        | Neri Leyes        |     |
| 11         | MED        | Lucas Farías      |     |
| 9          | DEL        | Claudio Riaño     |     |
| 10         | DEL        | Sebastián Sáez    |     |
| Entrenador | Entrenador | José María Bianco |     |

| 25         | POR        | Germán Montoya    |     |
| 4          | DEF        | Gastón Díaz       |     |
| 2          | DEF        | Fernando Tobio    |     |
| 19         | DEF        | Fernando Ortiz    | 68' |
| 3          | DEF        | Emiliano Papa     | 64' |
| 8          | MED        | Augusto Fernández | 73' |
| 14         | MED        | Héctor Canteros   | 59' |
| 11         | MED        | Ariel Cabral      |     |
| 24         | MED        | Iván Bella        |     |
| 23         | DEL        | Santiago Silva    | 58' |
| 20         | DEL        | Guillermo Franco  | 76' |
| Entrenador | Entrenador | Ricardo Gareca    |     |

|    | DEF | Nicolás Trulls | 73' |
| 17 | MED | Favio Álvarez  | 74' |

| 9  | DEL | Jonathan Ramírez | 58' |
| 18 | MED | Francisco Cerro  | 59' |
| 15 | DEF | Mariano Bittolo  | 64' |
| 13 | DEF | Juan Sills       | 68' |
|    | DEL | Jorge Correa     | 73' |
| 22 | MED | Leandro Desábato | 89' |

| 44' (pen.) | Sebastián Sáez | 1-2 |
| 90'        | Sebastián Sáez | 2-3 |

| Anotado | 13' | Iván Bella       | 0-1 |
| Anotado | 23' | Héctor Canteros  | 0-2 |
| Anotado | 61' | Guillermo Franco | 1-3 |

|  | -'  | Fernando Tobio |
|  | 43' | Fernando Ortiz |

| Árbitro: | Javier Collado |

- Datos: Q5786848